# Abdel Moneim Wahby
Abdel Moneim Wahby, né le 11 novembre 1911, au Caire, en Égypte et décédé le 8 mai 1988, était un joueur, arbitre et dirigeant de basket-ball égyptien. 

## Biographie
Abdel Moneim Wahby participe en tant que joueur aux Jeux olympiques 1936 avec l'équipe d'Égypte. En tant qu'arbitre, il participe aux Jeux olympiques 1948 et 1952 (arbitrant la finale États-Unis-URSS). 
Il devient président de la Fédération égyptienne de basket-ball de 1952 à 1969, puis président de l'AFABA (devenue FIBA Afrique) de 1961 à 1969, vice-président de la FIBA de 1961 à 1968. Il est élu président de la FIBA entre 1968 et 1976 et président du Comité olympique égyptien de 1972 à 1974. Il est intronisé pour sa contribution au basket-ball au FIBA Hall of Fame à titre posthume en 2007.